# Supernatural (sezonul 10)
Sezonul zece Supernatural, un serial de televiziune  american  creat de Eric Kripke, a avut premiera pe The CW la 7 octombrie 2014. Un documentar retrospectiv a fost difuzat în noaptea anterioară. Al treilea episod al sezonului este intitulat "Sole Survivor" și a fost regizat de Jensen Ackles. Al cincilea episod al sezonului este episodul cu numărul 200 al serialului și episodul se numește "Fan Fiction", fiind scris de Robbie Thompson.

## Distribuție

### Roluri principale
- Jared Padalecki ca Sam Winchester
- Jensen Ackles ca Dean Winchester

## Episoade
În tabelul următor, numărul din prima coloană se referă la numărul episodului în cadrul întregii serii, în timp ce numărul din a doua coloană se referă la numărul episodului în cadrul primului sezon "Audiență SUA (milioane)" se referă la cât de mulți americani au vizionat episodul în ziua difuzării sale.
| Nr. în serial | Nr. în sezon | Titlu                        | Regia                 | Scenariu                                                       | Premiera TV       | Cod producție | Audiență SUA (milioane) |
| ------------- | ------------ | ---------------------------- | --------------------- | -------------------------------------------------------------- | ----------------- | ------------- | ----------------------- |
| 196           | 1            | „Black”                      | Robert Singer         | Jeremy Carver                                                  | 7 octombrie 2014  | 4X5802        | 2.50                    |
| 197           | 2            | „Reichenbach”                | Thomas J. Wright      | Andrew Dabb                                                    | 14 octombrie 2014 | 4X5803        | 2.13                    |
| 198           | 3            | „Soul Survivor”              | Jensen Ackles         | Brad Buckner & Eugenie Ross-Leming                             | 21 octombrie 2014 | 4X5801        | 2.08                    |
| 199           | 4            | „Paper Moon”                 | Jeannot Szwarc        | Adam Glass                                                     | 28 octombrie 2014 | 4X5804        | 1.93                    |
| 200           | 5            | „Fan Fiction”                | Phil Sgriccia         | Robbie Thompson                                                | 11 noiembrie 2014 | 4X5805        | 2.17                    |
| 201           | 6            | „Ask Jeeves”                 | John MacCarthy        | Eric Carmelo & Nicole Snyder                                   | 18 noiembrie 2014 | 4X5806        | 2.54                    |
| 202           | 7            | „Girls, Girls, Girls”        | Robert Singer         | Robert Berens                                                  | 25 noiembrie 2014 | 4X5807        | 2.30                    |
| 203           | 8            | „Hibbing 911”                | Tim Andrew            | Story by: Jenny Klein & Phil Sgriccia Teleplay by: Jenny Klein | 2 decembrie 2014  | 4X5808        | 2.33                    |
| 204           | 9            | „The Things We Left Behind”  | Guy Norman Bee        | Andrew Dabb                                                    | 9 decembrie 2014  | 4X5809        | 2.62                    |
| 205           | 10           | „The Hunter Games”           | John Badham           | Eugenie Ross-Leming & Brad Buckner                             | 20 ianuarie 2015  | 4X5811        | 2.42                    |
| 206           | 11           | „There's No Place Like Home” | Phil Sgriccia         | Robbie Thompson                                                | 27 ianuarie 2015  | 4X5810        | 2.06                    |
| 207           | 12           | „About a Boy”                | Serge Ladouceur       | Adam Glass                                                     | 3 februarie 2015  | 4X5812        |                         |
| 208           | 13           | „Halt & Catch Fire”          | John Showalter        | Eric Charmelo & Nicole Snyder                                  | 10 februarie 2015 | 4X5813        |                         |
| 209           | 14           | „The Executioner's Song”     | Phil Sgriccia         | Robert Berens                                                  | 17 februarie 2015 | 4X5814        |                         |
| 210           | 15           | „The Things They Carried”    | John Badham           | Jenny Klein                                                    | 18 martie 2015    | 4X5815        | 1.73                    |
| 211           | 16           | „Paint it Black”             | John Showalter        | Brad Bucker & Eugenie Ross-Leming                              | 25 martie 2015    | 4X5816        | 1.70                    |
| 212           | 17           | „Inside Man”                 | Rashaad Ernesto Green | Andrew Dabb                                                    | 1 aprilie 2015    | 4X5817        | 1.70                    |
| 213           | 18           | „Book of the Damned”         | P. J. Pesce           | Robbie Thompson                                                | 15 aprilie 2015   | 4X5818        | 1.76                    |
| 214           | 19           | „The Werther Project”        | Stefan Pleszczynski   | Robert Berens                                                  | 22 aprilie 2015   | 4X5819        | 1.63                    |
| 215           | 20           | „Angel Heart”                | Steve Boyum           | Robbie Thompson                                                | 29 aprilie 2015   | 4X5820        | 1.74                    |
| 216           | 21           | „Dark Dynasty”               | Robert Singer         | Eugenie Ross-Leming & Brad Buckner                             | 6 mai 2015        | 4X5823        | 1.45                    |
| 217           | 22           | „The Prisoner”               | Thomas J. Wright      | Andrew Dabb                                                    | 13 mai 2015       | 4X5821        | 1.75                    |
| 218           | 23           | „Brother's Keeper”           | Phil Sgriccia         | Jeremy Carver                                                  | 20 mai 2015       | 4X5822        | 1.73                    |

## Legături externe
- Site web oficial
- „Supernatural” la Internet Movie Database
- Lista episoadelor din Supernatural  season 10 la TV.com

- Supernatural la epguides.com